# Egino
Egino ist ein männlicher Vorname.

## Herkunft und Bedeutung
Egino ist eine althochdeutsche Variante von Agino, der wiederum eine Kurform verschiedener Namen darstellt, die mit dem Element egg „Schärfe“, „Schwert“  oder agi „Schrecken“, „Herrschaft“ gebildet wurden.

## Varianten
Varianten des Namens sind Egon, Egons, Ene und Agino.
Egin stellt eine Kurzform von Egino dar.

## Namensträger
- Egeno I. von Konradsburg (vor 1021–nach 1089), der Ältere, einer der Edelfreien von Konradsburg
- Egeno II. von Konradsburg (vor 1076–nach 1131), der Jüngere, einer der Edelfreien von Konradsburg
- Egeno von Mußbach, 1306–1317 Komtur der Komturei Heimbach
- Egino II. (Freiburg), zweiter Graf von Freiburg
- Egino III. (Freiburg), letzter Graf von Freiburg
- Egino IV. (um 1160–1230), Graf von Urach
- Egino V. (Urach), erster Graf von Freiburg
- Egino (Abt) († 1120)
- Egino (Bischof) († 1072), erster Bischof von Dalby
- Egino von Chur (12. Jahrhundert), Bischof von Chur und Reichsfürst
- Egino von Konstanz (um 760; † 811), Bischof von Konstanz (782–811)
- Egino von Verona († 802), Bischof von Verona, Gründer von St. Peter und Paul in Reichenau-Niederzell
- Egino Weinert (1920–2012), deutscher Goldschmied, Bildhauer und Maler